# MACSJ0647.7+7015

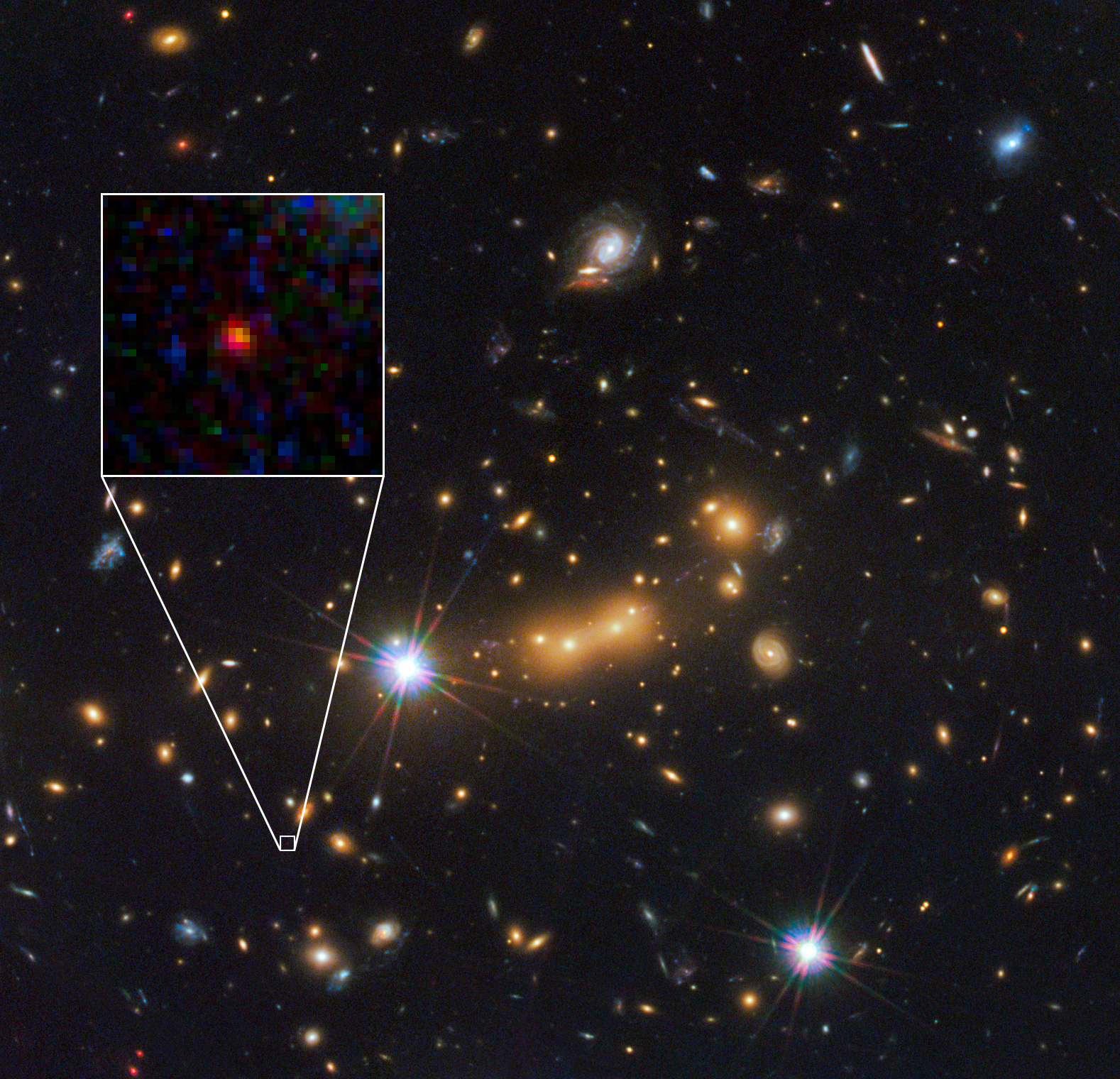
MACSJ0647.7+7015 mit MACS0647-JD vergrößert.

MACSJ0647.7+7015 ist ein Galaxienhaufen mit einer Rotverschiebung von z=0,591. Damit ist der Galaxienhaufen etwa 1,26 Millionen Parsec von der Erde entfernt. Die Masse beträgt etwa {\displaystyle 10{,}9\cdot 10^{14}} Sonnenmassen. Mit Hilfe des Gravitationslinseneffekt dieses Haufens wurde die Galaxie MACS0647-JD mehrfach vergrößert und trug dazu bei einer der entferntesten Galaxien zu entdecken.